# Maximilian Arndt
Pour les articles homonymes, voir Arndt.
Maximilian Arndt né le 23 juillet 1987 à Suhl est un bobeur allemand qui concourt en bob à deux et en bob à quatre. Il a débuté au niveau international lors de la saison 2010-2011. En 2013, il devient champion du monde du bob à quatre en tant que pilote en compagnie de Marko Hübenbecker, d'Alexander Rödiger et de Martin Putze.

## Palmarès

### Championnats du monde
- médaille d'or en bob à quatre en Saint-Moritz 2013 et Winterberg 2015.
- médaille d'argent en bob à quatre en Lake Placid 2012.
- médaille d'argent par équipes mixtes en Lake Placid 2012.
- médaille de bronze en bob à deux en Lake Placid 2012.

### Championnats d'Europe
- médaille d'or en bob à quatre en 2012 et 2013.
- médaille d'argent en bob à deux en 2012.

### Coupe du monde
- 3 globe de cristal : 
  - Vainqueur du classement bob à 4 en 2014 et 2016.
  - Vainqueur du classement combiné en 2012.
- 34 podiums  : 
  - en bob à 2 : 1 victoire, 2 deuxièmes places et 1 troisième place.
  - en bob à 4 : 10 victoires, 12 deuxièmes places et 8 troisièmes places.
- 2 podiums en équipe mixte : 1 victoire et 1 troisième place.

#### Détails des victoires en Coupe du monde
| Édition   | Bob à 2      | Bob à 4                  |
| 2011-2012 | Saint-Moritz | Altenberg Saint-Moritz   |
| 2012-2013 |              | Altenberg Igls           |
| 2013-2014 |              | Winterberg x2            |
| 2014-2015 |              | Lake Placid Königssee    |
| 2015-2016 |              | Lake Placid Saint-Moritz |